# Heinrich Thomas von Karcher
Heinrich Thomas Karcher, seit 1813  von Karcher, (* 24. Januar 1773 in St. Johann; † 24. Juli 1824 in Paris) war diplomatischer Vertreter für Hessen-Kassel, Würzburg und Toskana in Paris.

## Leben
Heinrich Thomas war der dritte Sohn des St. Johanner Kaufmanns Johann Christian Karcher (* 11. Januar 1735 in St. Johann; † 4. Dezember 1786 ebd.) und dessen Frau Maria Justinia, geborene Rheinländer (* 11. September 1737 in Kirn; † 10. August 1824 in St. Johann). Er erlernte, dem Vater folgend, den Kaufmannsberuf und wurde 1795 in Basel von dem Hessen-Kasselschen Freiherrn Friedrich Sigismund Waitz von Eschen für den Landgrafen von Hessen-Kassel Wilhelm IX. angeworben, der ihn 1796 als agent de commerce in Paris anstellte.
Karcher diente dem Landgrafen bis ca. 1807, danach taucht er erst 1812 wieder als Würzburger Legationssekretär in der Literatur auf. Seit dieser Zeit diente er Großherzog Ferdinand III. (dieser war Großherzog der Toskana, Kurfürst von Salzburg sowie Kurfürst und Großherzog von Würzburg). 1813 nahm Großherzog Ferdinand III. Karcher in den in Würzburg von ihm gestifteten St. Josephsorden auf und verlieh ihm das Ritterkreuz. Hiermit wurde Karcher in den Adelsstand erhoben.
Karcher war an den Übergabeverhandlungen beteiligt, bei denen Würzburg wieder an Bayern und die Toskana zurück an Ferdinand III. ging. Am Wiener Kongress 1815 nahm er als Vertreter der alliierten Hauptquartiere für die Toskana teil. Nach Juli 1814 war er Chargé d’affaires für die Toskana in Paris. Ab September 1816 war er sowohl für die Toskana als auch für den Kurfürsten Wilhelm I. für Hessen-Kassel als Geschäftsträger in Paris eingesetzt. 1818 nahm Karcher zumindest für Hessen-Kassel als Beobachter am Aachener Kongress teil.
1818 bekam er für Verdienste in der Abwicklung der Kredite zwischen Toskana und Frankreich das Kommandeurskreuz des nach Florenz gezogenen St. Josephsordens verliehen. Er war seit dem 11. Oktober 1819 außerdem Kommandeur II. Klasse des Hausordens vom Goldenen Löwen sowie Ritter des österreichischen Leopold-Ordens. Er starb an einer „Erkrankung der Atemwege“ als Ministerresident für Toskana und Hessen-Kassel. Seine letzte Ruhestätte fand er auf dem Friedhof Père-Lachaise, 27. Division in Paris.
Er hinterließ eine attraktive Sammlung illustrierter Bücher, Bronzen und alter Graphik, die im Januar 1825 versteigert wurde. Auch heute noch findet man im Kunsthandel Stücke, die auf seinen ehemaligen Besitz hindeuten.